# Diocèse de Nkayi
Le diocèse de Nkayi est une juridiction de l'Église catholique en République du Congo érigée le 5 décembre 1983, suffragant de l'archidiocèse de Pointe-Noire.

## Histoire
Le diocèse de Nkayi est créé le 5 décembre 1983 par le pape Jean-Paul II, à partir de territoires du diocèse de Pointe-Noire. Il est alors suffragant de l'archidiocèse de Brazzaville.
En 2013, il perd une partie de son territoire pour la création du diocèse de Dolisie. En 2020, il devietn suffragant de l'archidiocèse de Pointe-Noire au moment de l'érection de la province ecclésiastique de Pointe-Noire.

## Évêques
- Ernest Kombo, S.J. (5 décembre 1983 - 7 juillet 1990), nommé évêque d'Owando
- Bernard Nsayi (7 juillet 1990 - 16 octobre 2001)
- Daniel Mizonzo (depuis le 16 octobre 2001)[2]

## Voir Aussi